# Symplecta colombiana
Symplecta colombiana är en tvåvingeart. Symplecta colombiana ingår i släktet Symplecta och familjen småharkrankar.

## Underarter
Arten delas in i följande underarter:
- S. c. colombiana
- S. c. microptera